# KsOd IIIb1, IIIb2 und IIIb4
Die Dampflokomotivreihen KsOd IIIb1, IIIb2 und IIIb4 waren Güterzug-Schlepptenderlokomotivreihen der Kaschau-Oderberger Bahn (KsOd).
Die als IIIb1, IIIb2 und IIIb4 bezeichneten Baureihen waren drei Baulose von Lokomotiven, deren technische Daten übereinstimmten, wobei die fünf IIIb4 201–205 1879 von der Eperjes-Tarnówer Bahn übernommen wurden.
Die 39 Lokomotiven wurden 1871 bis 1892 von Sigl in Wr. Neustadt geliefert.
Bei der Verstaatlichung der KsOd 1924 kamen noch 39 Fahrzeuge zu den Tschechoslowakischen Staatsbahnen (ČSD), die ihnen die Bezeichnung 313.301–339 gaben.